# كيم (كرة قدم)
كيم، حكم كرة قدم هندي دولي سابق. و قد حكم في كأس الخليج 1979، وقد أدار مباراة منتخب الكويت لكرة القدم ومنتخب العراق لكرة القدم في 30 مارس 1979.